# No dimensionalització
La no dimensionalització és l'eliminació parcial o total de dimensions físiques d'una equació que implica magnituds físiques mitjançant una substitució adequada de variables. Aquesta tècnica pot simplificar i parametritzar problemes on hi ha unitats mesurades. Està estretament relacionat amb l'anàlisi dimensional. En alguns sistemes físics, el terme escala s'utilitza indistintament amb no dimensionalització, per suggerir que certes quantitats es mesuren millor en relació amb alguna unitat adequada. Aquestes unitats es refereixen a quantitats intrínseques al sistema, en lloc d'unitats com les unitats SI. La no dimensionalització no és el mateix que convertir quantitats extensives d'una equació en quantitats intensives, ja que aquest últim procediment dóna lloc a variables que encara porten unitats.
La no dimensionalització també pot recuperar les propietats característiques d'un sistema. Per exemple, si un sistema té una freqüència de ressonància intrínseca, una longitud o una constant de temps, la no dimensionalització pot recuperar aquests valors. La tècnica és especialment útil per a sistemes que es poden descriure mitjançant equacions diferencials. Un ús important és en l'anàlisi de sistemes de control. Una de les unitats característiques més simples és el temps de duplicació d'un sistema que experimenta un creixement exponencial, o per contra, la semivida d'un sistema que experimenta una decadència exponencial; un parell més natural d'unitats característiques és l'edat mitjana/vida mitjana, que correspon a la base e en lloc de la base 2.
Molts exemples il·lustratius de no dimensionalització provenen de la simplificació d'equacions diferencials. Això es deu al fet que un gran conjunt de problemes físics es poden formular en termes d'equacions diferencials. Cal tenir en compte el següent:
- Llista de temes de sistemes dinàmics i equacions diferencials
- Llista de temes d'equacions en derivades parcials
- Equacions diferencials de la física matemàtica

Tot i que la no dimensionalització està ben adaptada per a aquests problemes, no es limita a ells. Un exemple d'aplicació d'equacions no diferencials és l'anàlisi dimensional; un altre exemple és la normalització en les estadístiques.
Els dispositius de mesura són exemples pràctics de la no dimensionalització que es produeix a la vida quotidiana. Els dispositius de mesura estan calibrats en relació amb alguna unitat coneguda. Les mesures posteriors es fan en relació a aquesta norma. Aleshores, es recupera el valor absolut de la mesura mitjançant l'escala respecte a l'estàndard.

## Justificació
Suposem que un pèndol oscil·la amb un període determinat T. Per a aquest sistema, és avantatjós realitzar càlculs relacionats amb l'oscil·lació relativa a T. En cert sentit, això està normalitzant la mesura respecte al període.
Les mesures fetes en relació a una propietat intrínseca d'un sistema s'aplicaran a altres sistemes que també tenen la mateixa propietat intrínseca. També permet comparar una propietat comuna de diferents implementacions del mateix sistema. La no dimensionalització determina de manera sistemàtica les unitats característiques d'un sistema a utilitzar, sense dependre en gran manera del coneixement previ de les propietats intrínseques del sistema (no s'han de confondre unitats característiques d'un sistema amb unitats naturals de la naturalesa). De fet, la no dimensionalització pot suggerir els paràmetres que s'han d'utilitzar per analitzar un sistema. Tanmateix, cal començar amb una equació que descrigui el sistema adequadament.

## Etapes de no dimensionalització
Per no dimensionar un sistema d'equacions, cal fer el següent:
1. Identificar totes les variables independents i dependents;
2. Substituir cadascun d'ells per una magnitud escalada relativa a una unitat de mesura característica a determinar;
3. Dividir pel coeficient del polinomi d'ordre superior o terme derivat;
4. Triar amb criteri la definició de la unitat característica per a cada variable de manera que els coeficients de tants termes com sigui possible siguin 1;
5. Reescriure el sistema d'equacions en termes de les seves noves magnituds adimensionals.